# Inge Becks
Inge Becks (Hasselt, 1966) is een Belgische presentatrice.
Inge Becks begon haar carrière als presentatrice bij de regionale televisiezender TV Limburg. Nadien was ze lange tijd een Koppen-gezicht. In 2004 presenteerde ze het interactief debatprogramma De Leeuwenkuil. Hierbij modereerde ze een partij die pro en een partij die contra een bepaald voorstel was. Kijkers konden dan iemand het debat laten vertrekken. Het programma kreeg heel veel negatieve commentaar en werd een aantal keer bijgestuurd. Uiteindelijk is er geen tweede reeks van gemaakt. Ze werkte als redactrice voor De Rode Loper. In januari 2011 stapte ze over naar VT4 om mee te werken als journaliste en presentatrice van Vlaanderen Vandaag.
Na haar tv-carrière werd ze regisseur van bedrijfsfilms en deed ze communicatieopdrachten als zelfstandige.
In 2018 kwam ze op voor de lokale partij Zonshoven bij de gemeenteraadsverkiezingen in Zonhoven. Ze werd er nadien lid van het Bijzonder comité sociale dienst.
Inge heeft samen met journalist Dirk Draulans een dochter, die in co-ouderschap wordt opgevoed.